# رودی واتا
رودی واتا (۱۳ فوریهٔ ۱۹۷۰) یک بازیکن فوتبال اهل آلبانی است. وی در تیم ملی فوتبال آلبانی بازی کرده است.